# Cerro Stokes
Cerro Stokes är ett berg i Argentina, på gränsen till Chile. Det ligger i den södra delen av landet, 2 200 km sydväst om huvudstaden Buenos Aires. Toppen på Cerro Stokes är 1 886 meter över havet.
Terrängen runt Cerro Stokes är bergig åt nordost, men åt sydväst är den kuperad. Trakten runt Cerro Stokes är nära nog obefolkad, med mindre än två invånare per kvadratkilometer.. Det finns inga samhällen i närheten.
Trakten runt Cerro Stokes består i huvudsak av gräsmarker.